# شراره (خواننده)
شراره خاوری خوانندهٔ اهل کشور ایران است. شراره کار هنری اش را در کشور اسرائیل و در کنار پدرش پرویز خاوری آغاز نمود. او خوانندگی حرفه ای را از سال ۱۹۹۳ شروع کرد. اولین ترانه‌ای که در استودیو خواند، ترانه «تب» بود که حسن شماعی زاده ساخته بود. شراره مدتی با گروه بلک کتس به رهبری شهبال شب‌پره و به عنوان خوانندهٔ کُر همکاری داشت. پس از آن به گروه سیلوئت پیوست. در نهایت نیز از آن گروه جدا شد. او با خوانندگانی همچون شهرام شب‌پره و کوروس همکاری داشته‌است. از معروف‌ترین ترانه‌های وی می‌توان به «عروسی» و «دختر آبادانی» اشاره نمود. وی به مدت چند سال از عرصهٔ خوانندگی کناره‌گیری کرده بود. 